# Пам'ятний знак на честь 300-річчя міста
Пам'ятний знак на честь 300-річчя заснування міста (Новомосковська) — пам'ятка історії місцевого значення, розташований на площі Перемоги Новомосковська Дніпропетровської області ліворуч від Троїцького собору

## Історія
На Соборній площі, ліворуч від Троїцького собору знаходиться необроблена брила із червоного граніту — 1,45 х 0,75 х 0,30 (м). На брилі, вище середньої лінії, в металевих рамах із кутника закріплено дві гранітні дошки. Лицьові поверхні дошок поліровані. На дошці, котра закріплена на західному боці брили викарбувано: «300 років. 1688—1988. в пам'ять про заснування Усть-Самарської Богородицької фортеці та освоєння Присамарського краю».
На дошці, що закріплена на східному боці брили, зазначено, «Повітове місто Новомосковськ. Засноване на місці Єкатеринослава 1. З 1786 по 1794 рік. Був розташований в Богородицькій фортеці. В 1794 році переведений в нашу Новоселицю».
Пам'ятник на честь 300-річчя заснування міста Новомосковська, згідно з рішенням облвиконкому від 19.12.1990 р. № 424 визнано історичним пам'ятником. Відомості про нього занесені у Державний реєстр нерухомих пам'яток історії та культури України за № 6332.